# Iwan Alexejewitsch Dwigubski

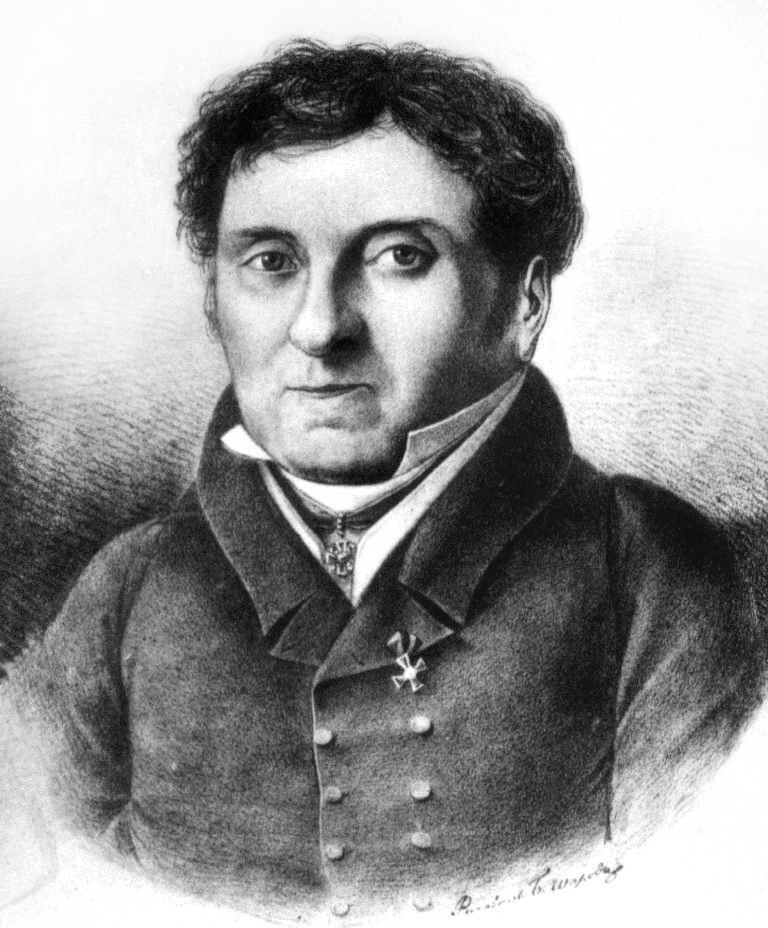
I. A. Dwigubski

Iwan Alexejewitsch Dwigubski (russisch Иван Алексеевич Двигубский; wiss. Transliteration Ivan Alekseevič Dvigubskij; * 24.jul. / 7. März 1771greg. in Korotscha; † 30. 1839jul. / 11. Januar 1840greg. im Dorf Sontikowo, Ujesd Kaschira) war ein russischer Naturforscher und Rektor der Universität Moskau. Dwigubski gab das russische Journal Neues Magazin der Naturgeschichte, Physik, Chemie und ökonomischen Kenntnisse (Новый магазин естественной истории, физики, химии и сведений экономических) heraus. Sein Autorenkürzel lautet „Dwig.“.

## Werke (Auswahl)
- Primitiae Faunae Mosquenses, seu enumeratio animalium, quae sponte circa Mosquam vivunt. Moskau 1802 (Digitalisat)